# Les Amants du Pont-Neuf

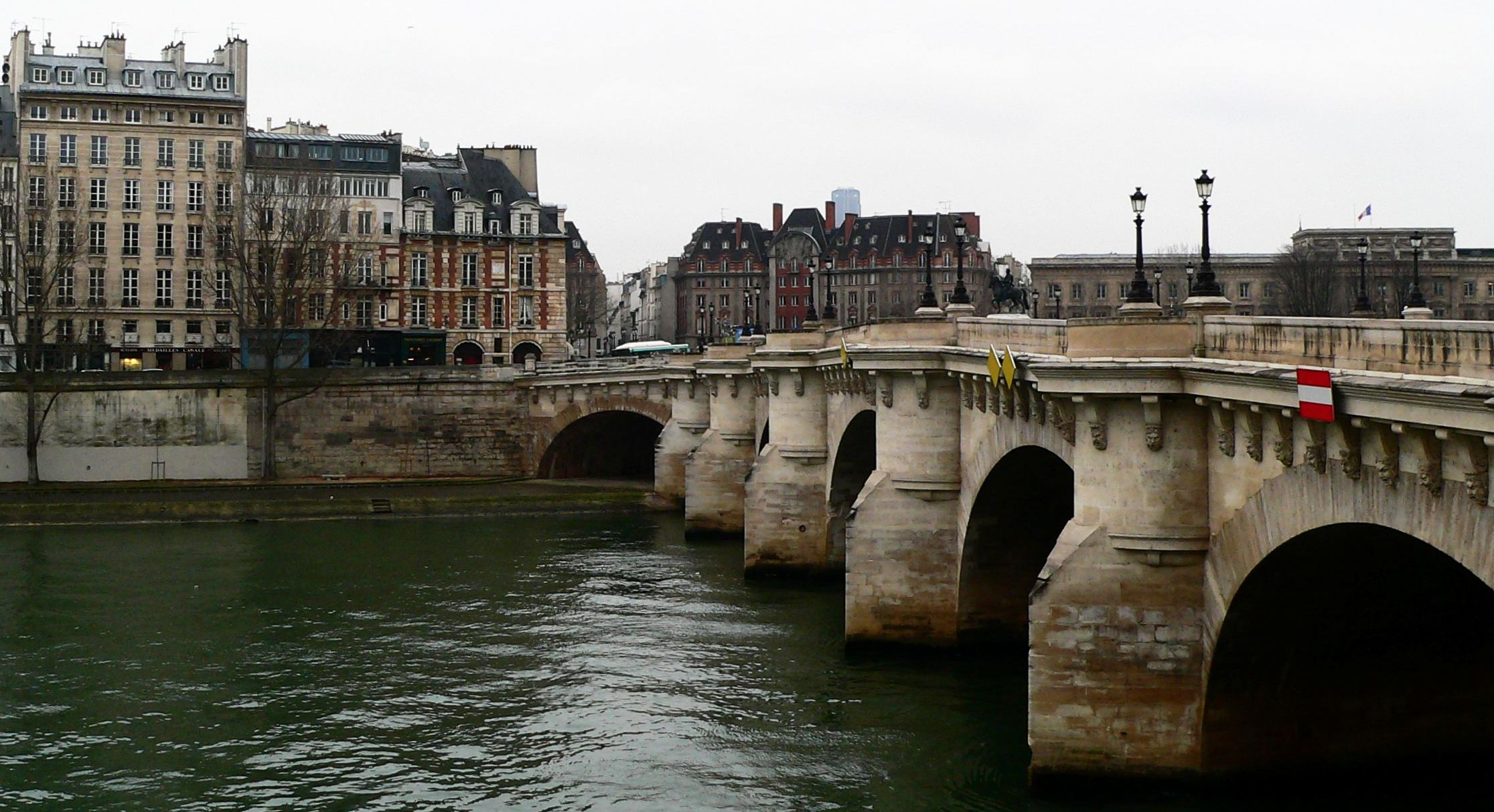
Els personatges es troben en el pont Nou.

Les Amants du Pont-Neuf és una pel·lícula francesa de Leos Carax estrenada l'any 1991. Ha estat doblada al català.

## Argument
Alex (Denis Lavant) viu a París, a prop del pont Nou, a prop de Hans (Klaus Michael Grüber), el seu vell company qui l'ajuda a trobar el son. La seva vida « tranquil·la » és pertorbada per l'arribada de Michèle (Juliette Binoche). Michèle perd la vista, i Alex descobreix l'amor. Junts, viuen, riuen, beuen, ballen al ritme de les orquestres parisenques i sota les llums de les commemoracions del bicentenari de la Revolució francesa.

## Repartiment
- Juliette Binoche: Michèle Stalens
- Denis Lavant: Alex
- Klaus Michael Grüber: Hans
- Marie Trintignant: la veu
- Jean-Louis Airola: l'enganxador de cartells
- Paulette i Roger Berthonnier: els mariners
- Daniel Buain: l'amic vagabund
- Georges Castorp: l'adormit
- Marc Desclozeaux, Pierre Pessemesse, Mestre Bitoun i Johnny Aladama: els adormits
- Chrichan Larson: Julien
- Marc Maurette: el jutge
- Albert Prévost: el comissari
- Édith Scob i Georges Apperighis: la parella en el cotxe
- Marion Stalens: Marion
- Michel Vandestien: el bomber

## Premis i nominacions
Premis
- 1992: Premi European Film a la millor actriu per Juliette Binoche
- 1992: Premi European Film a la millor imatge per Jean-Yves Escoffier
- 1992: Premi European Film al millor muntatge per Nelly Quettier
- 1994: Sant Jordi a la millor actriu estrangera per Juliette Binoche

Nominacions
- 1992: Nominació al César a la millor actriu per Juliette Binoche
- 1992: Nominació al Cèsar als millors decorats per Michel Vandestien
- 1993: Nominació al BAFTA al millor film no anglòfon
- 2000: Nominació al Premi Chicago Film Critics Association (CFCA) al millor film en llengua estrangera

## Al voltant de la pel·lícula
El rodatge del film coneix múltiples accidents: l'actor principal (Denis Lavant) es fereix el polze reparant una sivella de sabata suposant la parada del rodatge durant un mes (només es rodaran les escenes estàtiques, Leos Carax, el director, supera els retards i el pressupost, una decoració del pont ha de ser construïda a Lançargues prop de Montpeller, etc. Tanmateix, després d'haver rebut el finançament de tres productors successius, l'aportació final de Christian Fechner permet al film de sortir l'octubre 1991. Rep una acollida crítica moderada, a la vegada enaltida per la premsa dita «seriosa» i rebaixada per la premsa «gran públic».
El periodista Marc Esposito escriu un article en què reprotxa al director el seu sadisme amb Juliette Binoche, que havia compartit la seva vida alguns anys abans.